# Georgetown (Queensland)
Pour les articles homonymes, voir Georgetown.
Georgetown est une ville sur la rivière Etheridge dans l'extrême nord de l'État de Queensland, en Australie. Le développement routier reliant Cairns (412 kilomètres à l'est), sur la côte de l'océan Pacifique, et Normanton (301 kilomètres à l'ouest), près du golfe de Carpentarie, traverse la ville. C'est le siège administratif du comté d'Etheridge qui englobe les communautés voisines de Mount Surprise, Forsayth et Einasleigh. Au recensement de 2006, Georgetown avait une population de 254 personnes.
La rivière Etheridge a été le lieu d'une ruée vers l'or dans les années 1870 et la ville a été fondée à cette occasion. Initialement connu sous le nom Etheridge, le nom a été changé en 1871 en l'honneur du commissaire pour l'or, Howard St George. Le bureau de poste ouvert le 15 janvier 1872. En 1900, l'élevage du bétail avaient remplacé les mines d'or comme principale source de revenus.
Georgetown est l'un des lieux réels mentionnés à plusieurs reprises dans le roman « A Town like Alice » (Édition française : Le Testament) par Nevil Shute en 1950.